# Gávavencsellő
Gávavencsellő è un comune dell'Ungheria di 3 938 abitanti (dati 2001). È situato nella contea di Szabolcs-Szatmár-Bereg.